# 鐘路區
鐘路區（：／ Jongno gu */?）位於大韓民國首爾特別市中部，東大門區以西。
鐘路區是首爾的中心地帶，有很悠久的歷史。鐘路區的名称来源于區內主干道鐘路，鐘路之名源自该地区内的大型鐘樓普信閣。 
首爾最重要的地標──東大門市場、光化門廣場、景福宮和青瓦台都位處於此區。

## 行政區劃
按韓語字母順序
- 嘉會洞 (가회동)
- 橋南洞 (교남동)
- 毋岳洞 (무악동)
- 付岩洞 (부암동)
- 社稷洞 (사직동)
- 三清洞 (삼청동)
- 崇仁一洞 (숭인1동)
- 崇仁二洞 (숭인2동)
- 梨花洞 (이화동)

行政區劃圖

- 鐘路一．二．三．四街洞 (종로1.2.3.4가동)
- 鐘路五．六街洞 (종로5.6가동)
- 昌信一洞 (창신1동)
- 昌信二洞 (창신2동)
- 昌信三洞 (창신3동)
- 清雲孝子洞 (청운효자동)
- 平倉洞 (평창동)
- 惠化洞 (혜화동)

## 教育
- 首爾大學莲建校区
- 成均館大學
- 祥明大學
- 弘益大學
- 韓國藝術綜合學校
- 國民大學
- 首爾藝術高等學校

## 外交機構
下列國家的駐韓國外交機構設於此區：
- 奥地利
- 巴西
- 哥伦比亚
- 捷克
- 芬兰
- 愛爾蘭
- 以色列
- 日本（大使館）
- 约旦
- 马绍尔群岛
- 墨西哥
- 阿曼
- 巴拿马
- 波蘭
- 葡萄牙
- 中華民國（駐韓國臺北代表部）
- 瑞士
- 美国（大使館）
- 梵蒂冈
- 委內瑞拉
- 越南

## 國際組織
中日韓三國合作秘書處總部也設在該區S大廈。

## 旅遊

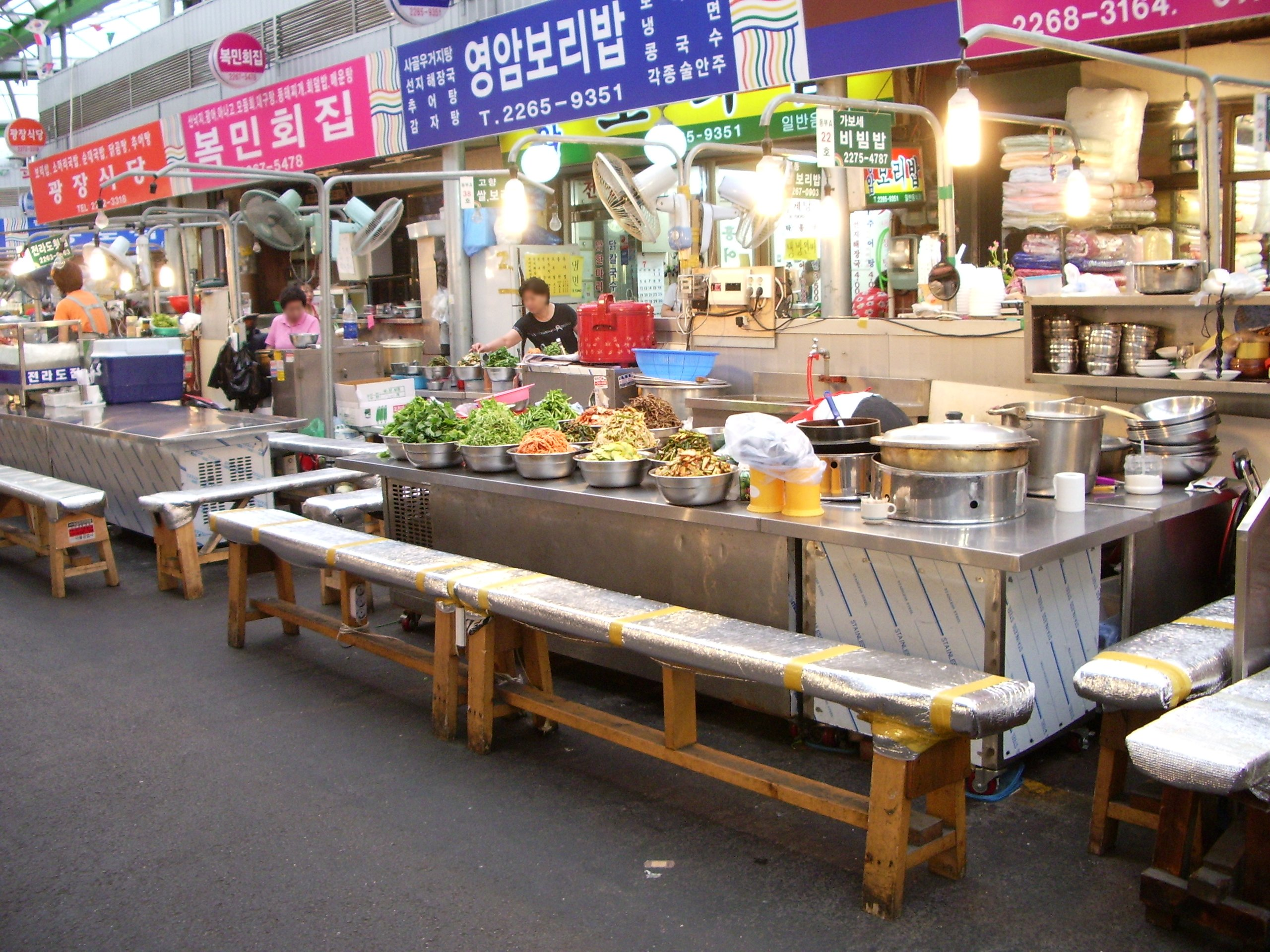
東大門市場

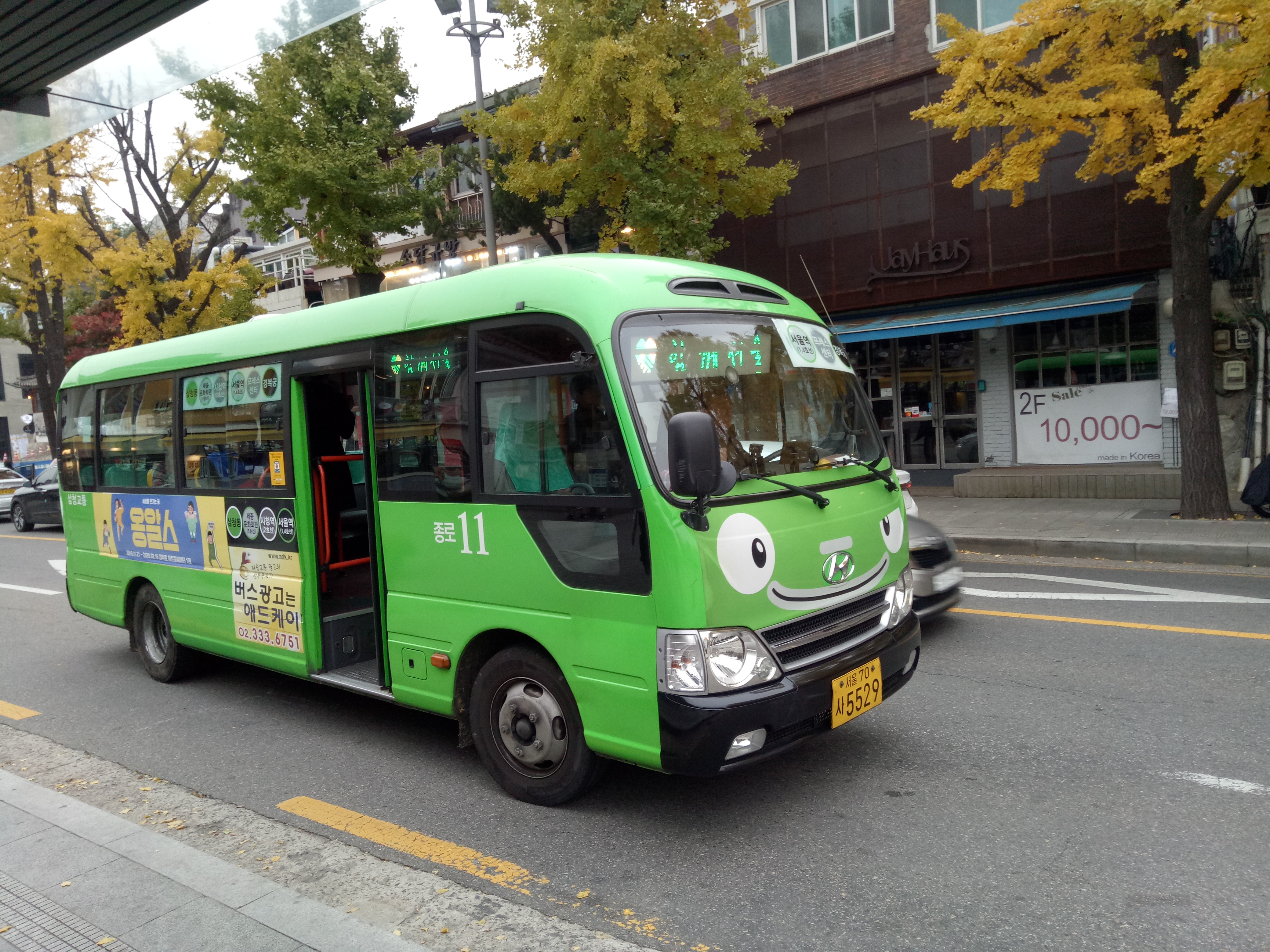
鐘路區的巴士

- 光化門
- 景福宮 / 青瓦台
- 北村韩屋村
- 大學路
- 興仁之門 (東大門)
- 慶熙宮
- 仁寺洞
- 昌慶宮
- 首爾廣場
- 昌德宮
- 雲峴宮
- 国立民俗博物馆
- 曹溪寺
- 三清公园（朝鲜语：삼청공원）
- 韩国女童军联盟基地（朝鲜语：한국걸스카우트연맹）
- 宗廟

## 交通

### 鐵路
地鐵
●首都圈電鐵1號線：東廟站 - 東大門站 - 鐘路5街站 - 鐘路3街站 - 鐘閣站
●首都圈電鐵3號線：景福宮站 - 安國站 - 鐘路3街站
●首都圈电铁4号线：惠化站 - 東大門站
●首都圈電鐵5號線：西大門站 - 光化門站 - 鐘路3街站
●首尔地铁6号线：東廟站 - 昌信站

## 區徽
|  |  |  |

鐘路區的區徽在2001年之前是一個韓式三色太極在門樓下。
但2001年起改用另一個長長的、帶笑臉的大鐘圖案。然而，這個圖案卻被部份居民取笑，因為“像避孕套一樣”。
此外，亦會在鐘路區街上某些垃圾袋看到如圖所示的“假區徽”。原因是在韓國，垃圾都必須採用區政府印製的塑料袋來裝載垃圾，而購買這些塑料袋時，其實是連同環保稅一起付。有些人為了節省成本，向未經許可的商店購入這種印有假區徽的塑料袋，意圖魚目混珠，使垃圾工人在不為意的情況下幫他們處理垃圾。

## 姊妹城市
- 大韩民国
  - 全罗北道井邑市
  - 全罗南道罗州市
  - 江原道宁越郡
  - 京畿道安城市
- 中华人民共和国北京市（1995年）
- 蒙古国乌兰巴托（1996年）
- 美国宾夕法尼亚州（1999年）

## 外部連結
- 鐘路區政府網址 （页面存档备份，存于）